# Botte de ballet

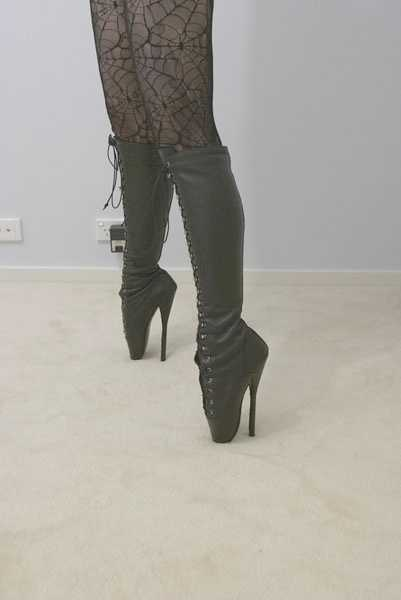
Botte de ballet.

La botte de ballet (ou ballet boot) est un style contemporain de botte fétichiste ayant l'apparence d'une pointe montée sur talon très haut. L'idée (ainsi que l'illusion) est de forcer le pied de la personne qui la porte à être en pointe (même concept que la ballerine) avec l'aide d'un très long talon. Une fois élevés, les pieds se forment verticalement au niveau du talon et la pointe des pieds retient tout le poids du corps.

## Conception
La taille du talon est la plus souvent située à 18 centimètres (7 pouces) ou plus, en fonction de la pointure désirée. Ce talon est le plus élevé que possible et permet à celle ou celui qui le porte d'étendre verticalement sa jambe ainsi que son pied (plus généralement sur la pointe). La taille des bottes peuvent atteindre une taille plus élevée que la jambe. Elles sont souvent lacées mais certaines de ces bottes possèdent une fermeture éclair. Les styles de bottes montantes sont équipés d'une fermeture éclair s'arrêtant jusqu'au genou pour ne pas empêcher tout type de mouvement. Certaines conceptions de la botte de ballet tirent vers la sandale et la mule.

## Historique
Originellement de la même conception que celle de la ballerine, la botte de ballet a été créée à la fin du XXe siècle et au début du XXIe siècle. La ballerine en pointe, inspirant les chaussures et bottes de ballet, est parue pour la première fois en 1832 dans l'œuvre française La Sylphide de Marie Taglioni. Historiquement, la botte de ballet possède une pointe ainsi qu'une semelle moins longue ou équivalente à la taille du talon rendant ainsi la mobilité et/ou la marche impossible. Ayant une popularité grandissante auprès des fétichistes et des danseuses depuis les années 1980, les chaussures et bottes de ballet sont désormais disponibles partout dans le monde et également en vente sur internet.

## Usage
Les bottes et chaussures de ballet ne sont pas appropriées à un port ou à une marche de longue durée. Cependant, elles servent beaucoup en tant qu'objet fétichiste de satisfaction sexuelle, grandissant le désir de soumission ou d'écrasement fétiche. Elles sont également et souvent utilisées en tant que jeu BDSM et dans le bondage de suspension. Les bottes peuvent cependant provoquer une désagréable sensation d'inconfort - durant une utilisation de longue durée, elles peuvent provoquer des crampes.
Un bon nombre de fétichistes du pied ou adorateurs de la chaussure déclarent aimer ce type de bottes. Les amateurs trouvent ce type de botte inconfortable et douloureux, mais ce genre fait parfois appel aux masochistes. Cependant, un port de longue durée peut causer certains problèmes de voûte plantaire, mais avec de l'entraînement (tel que la gymnastique du pied), cela peut atténuer la douleur et permettre au porteur d'enfiler plus facilement des bottes d'une telle hauteur.